# Гольдштейн, Александр (сионистский активист)
Александр Гольдштейн (23 ноября 1884, Минск — 1949, Иерусалим) — российский журналист, редактор и сионистский деятель.
Гольдштейн родился в Минске. Сын купца и публициста Моше Гольдштейна — автора статей для «Рассвета» и переводчика еврейского молитвенника Махзор Ха-тфила. Мать — Ханна —происходила из известной семьи Элиасбергов, также была весьма образованна. Гольдштейн изучал Талмуд а в Санкт-Петербургском университете получил степень доктора права.
В период с 1904 по 1919 год и во время учёбы в университете он входил в редакцию газеты «Рассвет», а когда она была закрыта в 1915 году по распоряжению властей, был одним из основателей газеты «Еврейская жизнь», сменившая её. В 1918 году он издал на русском языке книгу «Внутри иудаизма» о развитии идей внутри иудаизма в 1905—1917 годах. Гольдштейн перевел на русский язык сочинения Мордехая Зеева Файерберга которые были опубликованы изданием в 1919 году. Он публиковал сионистские статьи и литературные обзоры на русском, английском, иврите, идише и немецком языке, а также их переводы на болгарский и голландский языки.
В 1919 году, как делегат русских сионистов на мирной конференции, покинул Россию. Около 1920 года он переехал жить в Лондон.

## Сионистская деятельность

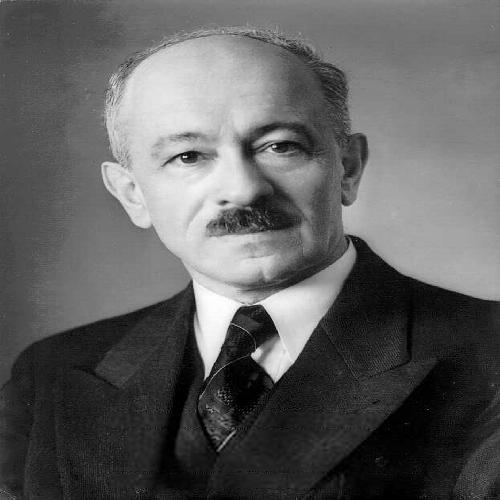
Александр Гольдштейн, 1941 год

Принимал активное участие в деятельности сионистских студенческих кругов. В 1919—1909 годах он был членом «Сионистского центра» в России  и важным докладчиком на различных сионистских конференциях, проходивших в 1910-х годах.

С учреждением Керен ха-Йесод в 1920 году в Лондоне он участвовал в организации пропаганды и деятельности по всей Англии, а также в миссиях от имени фонда в Болгарии  и Южной Америке. В последующие годы он продолжал активно участвовать в составе делегаций от имени сионистского движения и Керен ха-Йесода по всему миру и посетил многие страны Северной Америки, Африки, Азии  и Австралии .

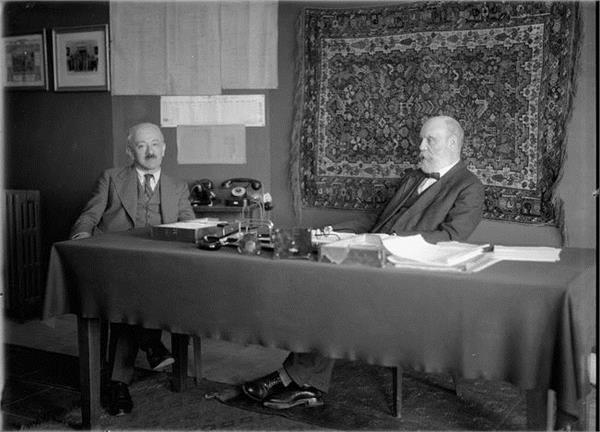
Александр Гольштейн и Менахем Усышкин

Александр Гольдштейн участвовал во всех сионистских конгрессах, начиная с Седьмого сионистского конгресса (1917).
В 1933 году иммигрировал в Эрец-Исраэль, обосновался там и был назначен председателем Керен ха-Йесод в Эрец-Исраэль.
Александр Гольдштейн умер в Иерусалиме в 1949 году.